# Kopce (Poľana)
Kopce (1334 m n. m.  ) jsou třetí nejvyšší vrch pohoří Poľana, krajinného celku Slovenského středohoří. 
Vrch leží ve východní části hlavního hřebene, který vede po okraji zbytku kaldery, coby pozůstatku stratovulkánu. Nachází se v národní přírodní rezervaci Zadná Poľana, která je součástí CHKO Poľana a výškově nevýrazný vrch je pokryt hustým lesem bez výhledů. Jižním směrem po hřebeni leží dominantní Poľana (1458 m n. m.), Severně se nachází Brusniansky grúň (1271 m n. m.) 

## Přístup
- po  červené značce od hotelu Poľana přes Poľanu nebo ze severu po hřebeni přes Brusniansky grúň
- po  modré značce z osady Vrchslatina [3]